# 스코치 에그
스코치 에그 (Scotch egg)는 삶은 달걀을 다진 고기에 싸서 빵가루를 입힌 후 굽거나 튀겨서 만든 영국 요리이다. 현지에서는 한 끼보다는 간식으로 취급된다.

## 유래
스코치 에그의 유래와 어원에 대해서는 다양한 설이 제기되고 있다.
<옥스퍼드 컴패니언 투 푸드>에서는 스코치 에그의 기원을 인도 요리의 일종인 코프타로 추정하고 있다. 특히 무굴 요리의 일종인 나르기시 코프타 (nargisi kofta 수선화 코프타)라는 요리가 한가지 후보로 지목되고 있는데, 이처럼 영국인이 인도에서 접한 음식에서 파생된 것으로 널리 여겨지고 있다.
옥스포드 영어 사전은 19세기 마리아 런델의 <새로운 가정용 요리법 모음> (A New System of Domestic Cookery)의 1809년판에서 처음으로 '스코치 에그'라는 말이 등장한다고 밝히고 있다. 다만 요리법 자체는 해당 요리책의 1805년 초판에 등장하였다. 당시에는 빵가루를 입히지 않았으나 1861년 이사벨라 비튼이 빵가루 입힌 레시피를 처음으로 제안하였다.
런던의 백화점 포트넘 앤 메이슨은 1738년 여행용 간식으로 스코치 에그를 고안해냈다고 주장하나, 이 설은 실전된 기록을 출처로 삼는다는 점에서 신빙성이 확보되지 않았다. 다만 포트넘 앤 메이슨 백화점은 소풍 도시락용 식품으로 스코치 에그를 소개하여 대중화했다는 점에서는 의심의 여지가 없다.
또다른 설로는 스코치 에그라는 이름이 런던의 웰링턴 병영 주변에 거주하던 시민들이 쓰던 말에서 유래했다는 이야기가 있다. 웰링턴 병영에 근위병 장교 (Scots Guards)가 주둔하면서 스코치 에그 같은 간식을 만들어냈고, 이것이 부대 밖으로도 퍼지면서 이름을 고스란히 따왔다는 설이다. <요크셔 요리의 즐거움> (Culinary Delights of Yorkshire)이라는 책에서는 19세기 영국 요크셔 휘트 비에서 유래한 요리이며, 원래는 다진 고기가 아닌 어묵으로 감싸 만들었다고 소개한다. 또 스코치 에그라는 이름은 휘트비의 유명 전문식당인 '윌리엄 J. 스코트 앤 손즈' (William J. Scott & Sons)에서 이름을 따온 것으로 추정하고 있다. 그러나 이 설에서 제시된 시점은 스코치 에그라는 말이 처음으로 쓰인 시점으로부터 75년 후의 일이라는 점에서 가능성이 낮다.
스코치 에그의 스코치가 스코틀랜드를 말하는 게 아니라는 설도 존재하는데, 원래는 장작불 위에서 요리했기 때문에 그슬린 (scorch) 계란이라는 점에서 '스코치 에그' (scorch egg)라는 이름이었다가 지금처럼 바뀌었다는 설이다. 다만 지금까지 전해지는 초창기 요리법에서부터 라드기름에 튀긴 요리임을 강조하고 있다. 다른 설로 '스카칭' (scotching)이라는 조리법도 기원으로 자주 거론되지만, '스카칭'이라는 것은 단순히 고기를 다진다는 뜻에서부터 멸치가 들어간다는 뜻까지 해석의 여지가 너무 넓다.

## 나라별 차이
스코치 에그는 영국의 보편적인 소풍 요리이다. 집에서 만들어 먹기도 하지만 슈퍼마켓, 코너숍, 고속도로 휴게소에서도 포장제품을 판매한다.
계란 한 알이 아니라 다진 계란이나 메추리알을 쓴 조그만 스코치 에그도 찾아볼 수 있는데, 이 경우는 '미니 스코치 에그' (Mini scotch eggs)라고 부른다. 또 '세이버리 에그' (savoury eggs), '피크닉 에그' (picnic eggs), '파티 에그' (party eggs), '스낵 에그' (snack eggs), '에그바이트' (egg bites)라는 이름으르도 판매된다. 종류에 따라서 마요네즈나 다진 베이컨이 들어가기도 한다.
영국에서는 지역별로 색다른 요리법이 존재하는데, 맨체스터의 스코치 에그는 계란절임에 돼지고기와 랭커셔 블랙 푸딩을 섞어 감싸 만든다. 우스터의 스코치 에그는 우스터셔 소스에 절인 계란을 사용하고, 소시지 살코기와 화이트 푸딩을 섞어 감싸 만든다.

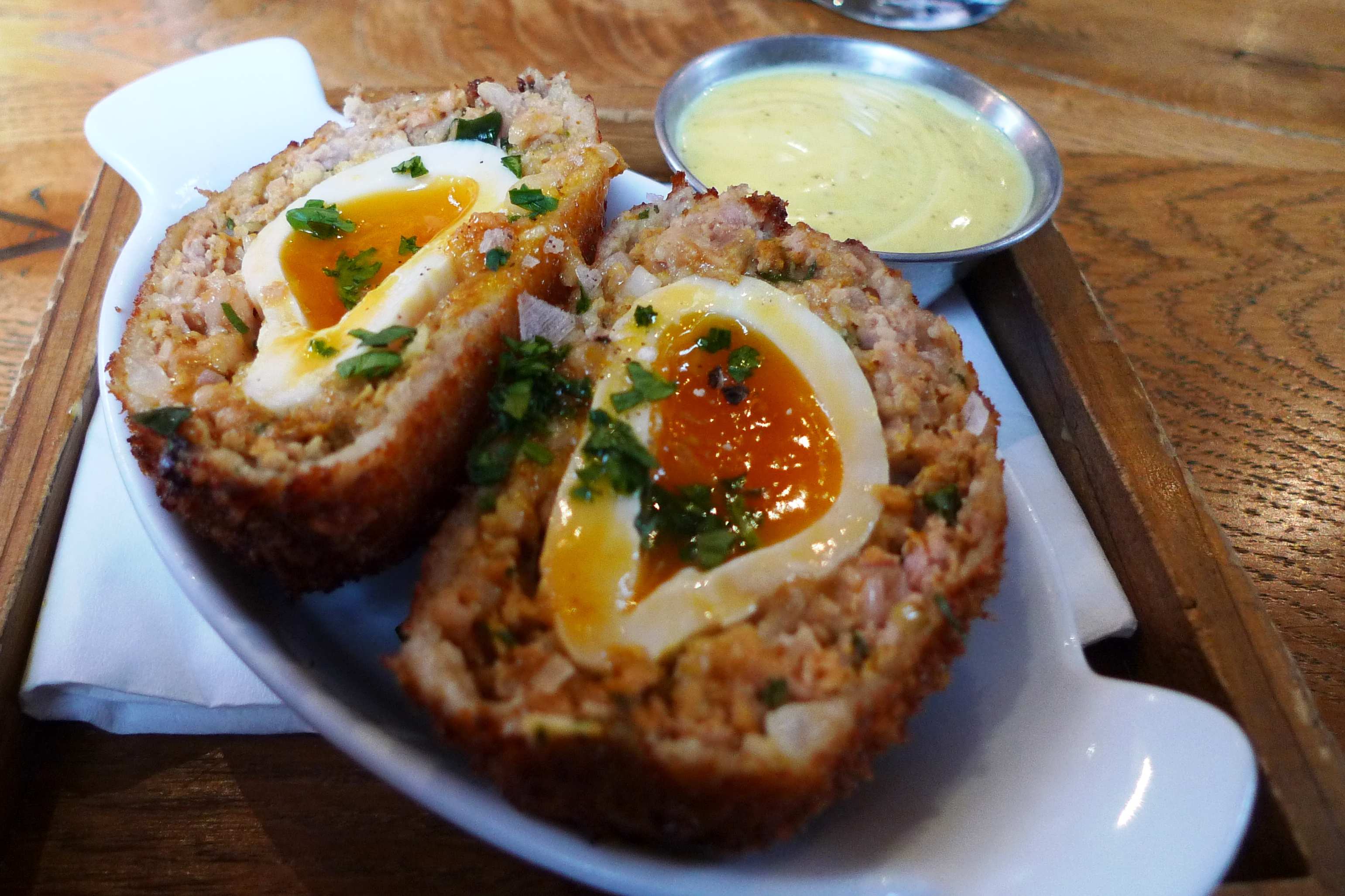
소스를 곁들인 반숙 스코치 에그

미국에서는 영국식 펍이나 식당에서 스코치 에그를 맛볼 수 있다. 랜치 드레싱, 핫소스, 핫 머스타드 소스와 같은 디핑 소스를 곁들여 따뜻한 상태로 제공된다. 미네소타주에서 열리는 미네소타주 박람회에서는 막대에 꽂은 스코치 에그를 판매하며, 미국 각지에서 열리는 르네상스 역사축제에서도 당시 영국의 느낌을 내기 위해 판매하는 경우가 있다.
네덜란드와 벨기에에서는 스코치 에그에 달걀이 들어 있다는 점에 착안해서 '작은 새둥지' (vogelnestje, 포헬네스티어)라고도 부른다. 이 요리가 영국에 막 소개되던 시점인 1880년대 스코틀랜드 요리책에서도 '새둥지' (bird nest)라고 부른 사례가 있다.

## 같이 보기
- 계란튀김
- 파수 마그루
- 퀘크퀘크 - 필리핀에서 길거리 음식으로 인기 있는 반숙 계란
- 미트로프